# 異色歌手紅白歌合戦
『異色歌手紅白歌合戦』（いしょくかしゅこうはくうたがっせん）は、1970年2月19日にフジテレビの『木曜スペシャル』枠で放送された歌謡番組である。全1回。
世評がどうであろうと自分は歌手だと信じて疑わない女優、ディスクジョッキー、スポーツ選手、コメディアンなどを招き、彼らが『NHK紅白歌合戦』と同じ方式で歌を競う模様を放送した。収録は杉並公会堂で行われた。

## 出演者

### 司会
- 紅組司会：岡田眞澄
- 白組司会：E・H・エリック

### ゲスト
- 上月晃
- 江波杏子
- 戸川昌子
- 安藤孝子
- 應蘭芳
- カルーセル麻紀
- カメ（亀淵昭信）＆アンコー（斉藤安弘）
- 沢村忠
- 初代林家三平
- 左卜全
- カコとこういち
- 白木みのる
- ファイティング原田